# میلیتشوو
میلیتشوو (به چکی: Milíčov) یک منطقهٔ مسکونی در جمهوری چک است که در ناحیه ییهلاوا واقع شده‌است. میلیتشوو ۶٫۵۳ کیلومتر مربع مساحت و ۱۲۵ نفر جمعیت دارد و ۶۶۷ متر بالاتر از سطح دریا واقع شده‌است.